# Bernd Blaschke
Bernd Blaschke (* 1983 in Nürnberg) ist ein deutscher Drehbuchautor, Schriftsteller, Regisseur und Schauspieler.

## Werdegang
Blaschke wurde in Nürnberg geboren und war Schüler des Martin-Behaim-Gymnasiums Nürnberg. Von 2005 bis 2009 studierte er Theaterregie und Schauspiel an der Otto-Falckenberg-Schule und daran anschließend von 2011 bis 2017 Drehbuch an der Hochschule für Fernsehen und Film München.
Nach dem Studium unterstützte er von 2017 bis 2023 als künstlerischer Mitarbeiter und Assistent von Michael Gutmann die Abteilung Drehbuch der HFF München, wo er auch weiterhin als Dozent unterrichtet. Ebenso ist er seit 2017 Dozent im Bereich Videospieldramaturgie, vorrangig an der TU München.
Von 2021 bis 2023 war er Headautor des Reboots der amerikanischen TV-Serie Beyond Belief / X-Factor: Das Unfassbare, die er für den Sender RTL2 mit den Produzenten Holger Frick und Benjamin Munz in Los Angeles für den deutschen Markt drehte. Zusammen mit Holger Frick, Benjamin Munz, Alana Zaremba und Jon Allison entwarf Blaschke für zwei Staffeln die Moderationstexte von Jonathan Frakes.
2024 erschien im Atrium Verlag sein erster Roman Um jeden Preis, den er gemeinsam mit Maximilian Ferreira Cress geschrieben hat.
Im Jahr 2025 feierte er sein Kinodebüt als Schauspieler in dem Film Zweigstelle des Regisseurs Julius Grimm.

## Filmografie
- 2010: Seitenblicke (Kurzfilm, Drehbuch)
- 2012: Schwarzer Engel (Kurzfilm, Regie, Drehbuch)
- 2013: Verlängertes Wochenende (Kurzfilm, Drehbuch)
- 2014: Jenseits von Worten (Kurzfilm, Dramaturgie)
- 2016: I.O.X (Mittellanger Film, Drehbuch)
- 2016: Der Lack ist ab (Web-Serie, Drehbuch Episode)
- 2017: Nachtmelodie (Kurzfilm, Drehbuch)
- 2022: X-Factor: Das Unfassbare Staffel 5 (TV-Serie, Headautor, Drehbuch)
- 2023: X-Factor: Das Unfassbare Staffel 6 (TV-Serie, Headautor, Drehbuch)
- 2025: Zweigstelle (Kinofilm, Dramaturgie)

## Hörspiele
- 2009: Markus Vanhoefer: Willy Watson und der Biss des Vampirs (Gentlemen Ahrens/Eike) – Komposition und Regie: Markus Vanhoefer (Original-Hörspiel, Kinderhörspiel – BR)[5]

## Bücher
- Maximilian Ferreira Cress, Bernd Blaschke: Um jeden Preis. Politthriller. Originalausgabe, 1. Auflage. Atrium Verlag, Zürich 2024, ISBN 978-3-85535-198-5.